# Tulostoma obesum
Tulostoma obesum är en svampart som beskrevs av Cooke & Ellis 1878. Tulostoma obesum ingår i släktet Tulostoma och familjen Agaricaceae.   Inga underarter finns listade i Catalogue of Life.